# Szuzuki Tomoko
Szuzuki Tomoko (鈴木 智子; Hepburn: Suzuki Tomoko) (Kanagava prefektúra, 1982. január 26. –) japán válogatott labdarúgó.

## Klub
A labdarúgást a Tasaki Perule FC csapatában kezdte. 2000 és 2007 között a Tasaki Perule FC csapatában játszott. 117 bajnoki mérkőzésen lépett pályára és 49 gólt szerzett. 2008-ban az INAC Kobe Leonessa csapatához szerződött. 2009-ben vonult vissza.

## Nemzeti válogatott
2003-ban debütált a japán válogatottban. A japán válogatottban 3 mérkőzést játszott.

## Statisztika
| Japán válogatott | Japán válogatott | Japán válogatott |
| Időszak          | Mérk.            | gól              |
| ---------------- | ---------------- | ---------------- |
| 2003             | 2                | 2                |
| 2004             | 0                | 0                |
| 2005             | 1                | 0                |
| Összesen         | 3                | 2                |

## Sikerei, díjai
Klub
- Japán bajnokság: 2003